# Pseudotruljalia speciosa
Pseudotruljalia speciosa är en insektsart som beskrevs av Andrej Vasiljevitj Gorochov 2005. Pseudotruljalia speciosa ingår i släktet Pseudotruljalia och familjen syrsor. Inga underarter finns listade i Catalogue of Life.